# حركة أبناء البلد
حركة أبناء البلد هي حركة سياسية تعمل على تعبئة وقيادة الجماهير الفلسطينية من أجل استعادة الحقوق الوطنية الفلسطينية وفي مقدمتها حق العودة وتقرير المصير وإقامة الدولة الأممية الديمقراطية على أرض فلسطين التاريخية، وتناضل الحركة من أجل إقامة مجتمع اشتراكي قائم على المبادئ الديمقراطية والإنسانية على طريق بناء مجتمع اشتراكي موحد.

## تاريخ
تأسست عام 1972 في مدينة أم الفحم وأمينها العام رجا إغبارية؛ وبعدها تأسسّت فروع في كل من نحف، سخنين، شفاعمرو، كابول؛ ورفضت الحركة المشاركة في انتخابات الكنيست، وحافظت هذه الحركة نحو عشرين عاماً على موقفها الرافض للواقع الإسرائيلي وللاندماج فيه ودعت إلى عدم المشاركة في التصويت، ولكنها تؤيد المشاركة في الانتخابات المحلية.
- شاركت في انتخابات المجلس المحلي لأم الفحم عام 1973، وفازت بمقعد، ودخلت في انتخابات المجالس المحلية في عدد من البلدات العربية وحققت نجاحاً ملحوظاً.
- منذ عام 1989 هبط تمثيلها وتأثيرها في أوساط عرب 48، وركزت الحركة نشاطها على الطلاب الجامعيين العرب في الجامعات الإسرائيلية على أمل أن يواصل هؤلاء الطلاب نشاطهم الوطني بعد عودتهم إلى مدنهم وقراهم وتُعتبر حركة أبناء البلد عنوان للطلاب العرب، وسعت الحركة إلى نشر أفكارها ومبادئها من خلال إصدار الصحف الأسبوعية والدورية.
- في مرحلة التسعينات تراجعت شعبية الحركة مما دفعها إلى التحالف عشية الانتخابات عام 1996 مع بعض الجهات العربية، وتأسيس التجمع الوطني الديموقراطي.
- السبب الرئيسي في إنشائها يعود إلى الخلاف الذي حصل مع الحزب الشيوعي الفلسطيني؛ حيث اتهم مؤسسوا هذه الحركة الحزب الشيوعي بأنه مهادن للسلطات الإسرائيلية إلى حد كبير.
- في عام 1983 حدث انشقاق في الحركة بسبب المشاركة في الانتخابات البرلمانية للكنيست وسُمِيَ القسم الأول نفسه بالأنصار وهم الذين رفضوا المشاركة في الانتخابات، أما الفريق الثاني فقد خاضوا الانتخابات الإسرائيلية.[1][2]